# Znamensk (Astrachaňská oblast)
Znamensk (rusky Знаменск) je uzavřené město, středisko raketového zkušebního polygonu Kapustin Jar v Astrachaňské oblasti v Rusku. Bylo založeno jako sídliště pro vědce a jejich rodiny podílející se na výzkumu v Kapustin Jaru.
V roce 2004 zde žilo 32 100 obyvatel.